# Eugenia teresae
Eugenia teresae là một loài thực vật có hoa trong Họ Đào kim nương. Loài này được J.F.Morales mô tả khoa học đầu tiên năm 1996.